# Distretto di Marmul
Il distretto di Marmul è un distretto dell'Afghanistan appartenente alla provincia di Balkh. Viene stimata una popolazione di 5 855 abitanti (stima 2016-17).